# Global Assessment of Functioning
Das Global Assessment of Functioning (kurz GAF) ist eine Bewertungsskala aus der klinischen Psychologie und Psychiatrie. Sie wird verwendet, um das allgemeine Funktionsniveau einer Person zu erfassen. Körperliche Erkrankungen und Umgebungsbedingungen sollen hierbei explizit nicht berücksichtigt werden. Die psychischen, sozialen und beruflichen Funktionen werden dabei auf einem hypothetischen Kontinuum von psychischer Gesundheit bis Krankheit gedacht.
Die Skala findet Anwendung innerhalb der vierten Ausgabe des Diagnostic and Statistical Manual of Mental Disorders (DSM-IV) und innerhalb der Operationalisierten Psychodynamischen Diagnostik (OPD). Der Zeitraum der Beurteilung im OPD 2 bezieht sich auf die letzten 7 Tage. Die GAF-Skala wurde ursprünglich 1989 von der American Psychiatric Association entwickelt.

## Aufbau
Die GAF-Skala ist in 10 Funktionsniveaus mit je 10 Punkten unterteilt. Sie reicht von 100 (höchstes Leistungsniveau) bis zu 1 (niedrigstes Leistungsniveau).
Der Beurteiler muss nun einen einzelnen Wert angeben, der das allgemeine Funktionsniveau des Patienten am treffendsten wiedergibt. Dabei sollen sowohl die Symptomschwere als auch das Ausmaß der Beeinträchtigung berücksichtigt werden. Wenn Symptomausprägung und Beeinträchtigungsgrad sich in verschiedenen 10er-Kategorien befinden, wird das schlechtere Niveau gewählt. Beispiel: Bei einer Person, die ernsthaft eigengefährdet ist, im Übrigen jedoch nicht beeinträchtigt ist, liegt der GAF-Wert unter 20.
| Funktion in % | Beschreibung |
| ------------- | --- |
| 100–91        | Hervorragende Leistungsfähigkeit in einem breiten Spektrum von Aktivitäten; Schwierigkeiten im Leben scheinen nie außer Kontrolle zu geraten; keine Symptome. |
| 90–81         | Keine oder nur minimale Symptome (z. B. leichte Angst vor einer Prüfung), gute Leistungsfähigkeit in allen Gebieten, interessiert und eingebunden in ein breites Spektrum von Aktivitäten, sozial effektiv im Verhalten, im Allgemeinen zufrieden mit dem Leben, übliche Alltagsprobleme oder -sorgen (z. B. nur gelegentlicher Streit mit einem Familienmitglied). |
| 80–71         | Wenn Symptome vorliegen, sind dies vorübergehende oder zu erwartende Reaktionen auf psychosoziale Belastungsfaktoren (z. B. Konzentrationsschwierigkeiten nach einem Familienstreit); höchstens leichte Beeinträchtigung der sozialen beruflichen und schulischen Leistungsfähigkeit (z. B. zeitweises Zurückbleiben in der Schule). |
| 70–61         | Einige leichte Symptome (z. B. depressive Stimmung oder leichte Schlaflosigkeit) ODER einige leichte Schwierigkeiten hinsichtlich der sozialen, beruflichen oder schulischen Leistungsfähigkeit (z. B. gelegentliches Schuleschwänzen oder Diebstahl im Haushalt), aber im Allgemeinen relativ gute Leistungsfähigkeit; Bestehen einiger wichtiger zwischenmenschlicher Beziehungen. |
| 60–51         | Mäßig ausgeprägte Symptome (z. B. Affektverflachung, weitschweifige Sprache, gelegentliche Panikattacken) ODER mäßig ausgeprägte Schwierigkeiten bezüglich der sozialen, beruflichen oder schulischen Leistungsfähigkeit (z. B. wenige Freunde, Konflikte mit Arbeitskollegen, Schulkameraden oder Bezugspersonen). |
| 50–41         | Ernste Symptome (z. B. Suizidgedanken, schwere Zwangsrituale, häufige Ladendiebstähle) ODER eine Beeinträchtigung der sozialen, beruflichen und schulischen Leistungsfähigkeit (z. B. keine Freunde, Unfähigkeit, eine Arbeitsstelle zu behalten). |
| 40–31         | Einige Beeinträchtigungen in der Realitätskontrolle oder der Kommunikation (z. B. Sprache zeitweise unlogisch, unverständlich oder belanglos) ODER starke Beeinträchtigung in mehreren Bereichen, z. B. Arbeit oder Schule, familiäre Beziehungen, Urteilsvermögen, Denken oder Stimmung (z. B. ein Mann mit einer Depression vermeidet Freunde, vernachlässigt seine Familie und ist unfähig zu arbeiten; ein Kind schlägt häufig jüngere Kinder, ist zu Hause trotzig und versagt in der Schule). |
| 30–21         | Das Verhalten ist ernsthaft durch Wahnphänomene oder Halluzinationen beeinflusst ODER ernsthafte Beeinträchtigung der Kommunikation und des Urteilsvermögens (z. B. manchmal inkohärent, handelt grob inadäquat, starkes Eingenommensein von Selbstmordgedanken) ODER Leistungsunfähigkeit in fast allen Bereichen (z. B. bleibt den ganzen Tag im Bett, hat keine Arbeit, kein Zuhause und keine Freunde).                                                                                         |
| 20–11         | Selbst- und Fremdgefährdung (z. B. Selbstmordversuche ohne eindeutige Todesabsicht, häufig gewalttätig, manische Erregung) ODER ist gelegentlich nicht in der Lage, die geringste Hygiene aufrechtzuerhalten (z. B. schmiert mit Kot) ODER grobe Beeinträchtigung der Kommunikation (größtenteils inkohärent oder stumm). |
| 10–1          | Ständige Gefahr, sich oder andere schwer zu verletzen (z. B. wiederholte Gewaltanwendung) ODER anhaltende Unfähigkeit, die minimale persönliche Hygiene aufrechtzuerhalten ODER ernsthafter Selbstmordversuch mit eindeutiger Todesabsicht. |
| 0             | Unzureichende Information. |

## Bewertung
| Wertebereich | Beschreibung                                  |
| ------------ | --------------------------------------------- |
| 100–91       | Optimale Funktion in allen Bereichen          |
| 90–81        | Gute Leistungsfähigkeit auf allen Gebieten    |
| 80–71        | Höchstens leichte Beeinträchtigungen          |
| 70–61        | Leichte Beeinträchtigung                      |
| 60–51        | Mäßig ausgeprägte Störung                     |
| 50–41        | Ernsthafte Beeinträchtigung                   |
| 40–31        | Starke Beeinträchtigung in mehreren Bereichen |
| 30–21        | Leistungsunfähigkeit in fast allen Bereichen  |
| 20–11        | Selbst- und Fremdgefährlichkeit               |
| 10–1         | Ständige Gefahr oder anhaltende Unfähigkeit   |
| 0            | Unzureichende Information                     |